# Macaca selai
Macaca selai  is een zoogdier uit de familie van de apen van de Oude Wereld (Cercopithecidae). De wetenschappelijke naam van de soort werd voor het eerst geldig gepubliceerd door Ghosh et al. in 2022.

## Voorkomen
De soort komt voor in India (Arunachal Pradesh), hier komt het onder andere voor in het district West-Kameng.